# Naiadi di Stepford
Le Naiadi di Stepford (Stepford Cuckoos in originale) sono un gruppo di personaggi dei fumetti creati da Grant Morrison e Ethan Van Sciver, pubblicati dalla Marvel Comics. La loro prima apparizione è in New X-Men (prima serie) n. 118 (novembre 2001). In origine erano cinque potenti gemelle telepati, di nome Celeste, Esme, Irma, Phoebe e Sophie Cuckoo, spesso legate tra loro in un'unica mente. 
Dette originariamente le Cinque-in-Una, in seguito alla morte prima di Sophie e poi di Esme, sono diventate le Tre-in-Una, e nella loro storia editoriale recente hanno cominciato a sviluppare una certa individualità e personalità propria.
Il nome Stepford Cuckoos è un riferimento ai racconti The Stepford Wives di Ira Levin, e The Midwich Cuckoos di John Wyndham, più noto attraverso la sua versione cinematografica, Il villaggio dei dannati.

## Origine e significato del nome
Messe nel giusto ordine la prima lettere dei loro nomi (Sophie, Phoebe, Irma Celeste ed Esme) avrebbero dovuto formare la parola S.P.I.C.E. (un omaggio al gruppo delle Spice Girls). Tuttavia Grant Morrison che non menzionò mai la quinta gemella (il cui nome avrebbe dovuto cominciare con la "I"), diede campo libero al nuovo scrittore di New X-Men Chuck Austen, che la chiamò Mindee senza conoscere questo piccolo easter egg dello sceneggiatore di Glasgow. Anni dopo, fu lo sceneggiatore di Uncanny X-Men Matt Fraction che corresse l'errore affermando che il suo vero nome fosse Irma.
Al momento dell'esordio non vennero rivelati i loro nomi. Furono chiamate "Naiadi di Stepford" e fu fatto il nome di Esme solo in New X-Men n. 123 (aprile 2002). Per quanto riguarda i nomi delle altre sorelle: Sophie, New X-Men n. 134 (gennaio 2003); Phoebe, New X-Men n. 149 (gennaio 2004); Celeste, New X-Men n. 153 (aprile 2004) e Mindee, New X-Men n. 156 (giugno 2004). Nella serie New X-Men: Academy X, fu confermato che il loro cognome era "Cuckoo" ed il loro nome in codice "Tre-in-Una", ovviamente dopo la morte di Sophie ed Esme.

## Biografia dei personaggi

### Origini
Come rivelato nella miniserie Il canto di guerra di Fenice, le cinque gemelle erano state create dagli ovuli sottratti ad Emma Frost, mentre lei si trovava in stato comatoso, a seguito dell'attacco delle Sentinelle che uccisero gli originali Satiri. A parte le Cinque Naiadi, in realtà ben più di mille di questi stessi altri giovani "cloni" di Emma, si trovavano in uno stato d'incubazione permanente nella sede di Arma Plus sul Mondo. Le cinque e le altre "mille" erano state tutte create allo scopo di rintracciare e uccidere tutti i mutanti del pianeta, collegandosi in un'unica e potentissima mente collettiva; in particolare le 5 Naiadi di Stepford erano state separate dalle altre "mille", marchiate come Arma XIV (unità 1, 2, 3, 4, 5) e poi mandate in incognito presso gli X-Men, così da essere quelle che avrebbero attivato il processo di sterminio dei mutanti, nel momento più opportuno.
Le cinque Naiadi sono state introdotte nella serie editoriale degli X-Men curata da Grant Morrison; esse vengono presentate al pubblico come protette di Emma Frost, e descritte come le più giovani e promettenti promesse telepatiche dello Xavier Institute, assieme a Quentin Quire, pupillo invece del professor Charles Xavier. Tra Quire e le cinque sorelle si sviluppò subito una forte rivalità, mitigata dai sentimenti che il ragazzo provava per Sophie. Tuttavia questa non li condivise mai, arrivando anche a considerarlo disgustoso ed inutile. In parte come espressione di ribellione adolescenziale, in parte perché sotto l'influenza della droga Kick ed in parte per il forte desiderio di impressionare Sophie, Quire arrivò a scatenare e capeggiare una rivolta allo Xavier Institute, durante il primo giorno d'apertura al pubblico. Durante l'Open-Day, Sophie, dopo aver inalato il Kick, sacrificò la propria vita per fermare la rivolta. Ritenendo Emma colpevole della morte della sorella, le Naiadi decisero rompere ogni rapporto con la loro mentore e di trasferirsi in Svizzera nell'accademia di Madame LaFarge.
Morta Sophie, le Naiadi divennero quindi le Quattro-in-Una, e per testare la portata dei loro poteri, contattarono Jean Grey rivelandole la relazione telepatica esistente tra Emma e suo marito Ciclope, scatenando di conseguenza l'ira di Jean. Esme, dopo essere diventata la gemella dominante del quartetto (prima in apparenza era Sophie), divenne complice di Xorn/Magneto. Utilizzando la telepatia congiunta delle quattro, Esme costrinse la giovane mutante Angel Salvadore ad uccidere la sua ex-mentore Emma Frost, mandando in frantumi il suo corpo di diamante con un proiettile particolare. Ma proprio grazie alla sua rivale Jean Gray, che ricompose coi suoi enormi poteri i frammenti adamantini del suo corpo e poi la fece rinascere, Emma rivelò il crimine compiuto da Esme. Quando Alfiere e Sage l'affrontarono, finirono però vittime della sua telepatia e la giovane fuggi dall'istituto. Dopo che Xorn/Magneto distrusse la scuola e conquistò Manhattan, Esme si diresse a New York. Dopo essere riuscito a mettere fuori combattimento quasi tutti gli X-Men, il piano di Xorn/Magneto era d'invertire i poli magnetici del pianeta, in modo da sterminare la razza umana e creare un mondo ideale per i mutanti. Dopo aver ucciso per sbaglio uno dei suoi giovani alleati, Xorn/Magneto ingaggiò una lotta con gli X-Men; in questo frangente Esme capì di avere appoggiato un essere che non la apprezzava e cercò perciò di opporsi a lui, ma era ormai troppo tardi e Xorn/Magneto uccise Esme, liquefacendo il metallo dei suoi orecchini, conficcandoglielo poi nel cervello attraverso i fori delle orecchie. Una sconfortata Emma Frost raccolse quindi il corpo di Esme tra le braccia, consolandola nei suoi ultimi istanti di vita, e rivelandole che la giovane ragazza che un tempo era stata la sua brillante pupilla tra le 5 è sempre stata quella che più le assomigliava, che intanto veniva vendicata. Infatti Xorn/Magneto perì subito dopo per mano di Wolverine, anche se non prima di essere riuscito a sua volta a togliere la vita a Jean Grey.

### Corsari
Dopo la ricostruzione dello Xavier Institute, Emma Frost e Scott Summers ne divennero i presidi e decisero di dividere gli studenti in squadre. Le rimanenti Naiadi, adesso le Tre-in-Una, furono collocate nella squadra di Ciclope, i Corsari, assieme a Specter, Dryad e Quill. Nella mini-serie L'ultimo canto di Fenice la Fenice tornò sulla Terra alla ricerca del corpo di Jean Grey e dopo averlo riesumato ne prese possesso.
Quire, sentendola, si risvegliò dal suo sonno-indotto e, ancora innamorato di Sophie, la riesumò per riportarla in vita. Scoperto il perché del suo ritorno alla vita, Sophie, decise di morire ancora una volta. Dopo essere tornata dalla Stanza Incandescente, la Fenice si dimostrò attratta dalle Naiadi.
Successivamente agli eventi narrati in House of M, in cui la maggior parte dei mutanti persero i poteri, le Naiadi mantennero i propri. Emma Frost, decise quindi di addestrare una squadra di X-Men formata da soli studenti, dalla quale le Naiadi si auto-esclusero.

### Arma XIV
Nell'ultimo numero della seconda serie di New X-Men curato da Grant Morrison, venne rivelato che le Naiadi, erano in realtà una delle ultime creazioni del progetto Arma Plus, per la precisione esse erano Arma XIV. Il loro ordine di creazione (da 1 a 5) è stato numerato in base alla prima lettera del nome (quindi Celeste è la prima mentre Sophie l'ultima). Nella miniserie Il canto di guerra di Fenice vengono rivelati ulteriori particolari su di loro. Infatti in questo fumetto, manipolate da Sublime e dalla Fenice, le tre Naiadi sopravvissute risvegliano le loro defunte sorelle dalla tomba e volano alla volta di Mondo, un laboratorio creato da Arma Plus nel quale loro stesse sono state concepite, assieme ad altri personaggi (come Wolverine o Arma X, Huntsman o Arma XII, Fantomex o Arma XIII e Ultimaton o Arma XV). Una volta raggiunto il laboratorio scoprono, attraverso una registrazione di Sublime, di essere state ideate e create per distruggere tutti i mutanti presenti sul pianeta, attraverso l'unione con le loro mille sorelle dormienti (infatti si scopre che mille altri loro cloni si trovano ancora dentro il laboratorio, in uno stato di vita sospesa, all'interno di capsule di vetro). Mindee e Phoebe si adeguano ai comandi ricevuti, ma Celeste invece si oppone, sia al progetto di Sublime (al quale Mindee si è arresa) sia alla Fenice (che Phoebe desidererebbe controllare). A seguito di un tranello, anche Celeste però si ritroverà coinvolta nel progetto di Sublime, collegata al resto dei cloni che adesso chiamano loro stesse le Mille-in-Una. Grazie all'aiuto telepatico di Emma Frost, Celeste riesce però a riprendere il controllo e a distruggere i circuiti di collegamento con Sublime. Phoebe invece, livida di rabbia distrugge il laboratorio con gli ultimi residui che le sono rimasti dei poteri della Fenice. Infine Celeste, convinta da Emma, accetta il ruolo di ospite della Fenice e ferma la distruzione del laboratorio, anche se nel frattempo sono state eliminate le loro mille sorelle-cloni. Diventata così la gemella dominante, Celeste divide il frammento di Fenice in tre parti che distribuisce anche a Mindee e a Phobe: ora ciascuna delle tre sorelle custodirà una parte dell'enorme potere della Fenice nei propri cuori di diamante. Il costo di tale operazione però sarà alto: d'ora in avanti non avranno più la possibilità di provare emozioni.

### New X-Men
Dopo la conclusione della maxi-saga Civil War, in New X-Men le Naiadi aiutarono Elixir ad apprendere tutte le conoscenze mediche, biologiche, chimiche e fisiologiche dalla mente di Bestia. Apparvero anche nella serie Astonishing X-Men poco prima dell'apparizione di Danger (la "Stanza del pericolo" incarnata).

### Messiah Complex
Durante Messiah Complex le Naiadi, sotto suggerimento di Emma Frost, utilizzano Cerebra, riparata per l'occasione da Prodigy, per individuare sia Cable che i Marauders di Sinistro, responsabili del rapimento della piccola messiah. Prima dell'attacco ad Eagle Plaza, lanciano l'SOS rivolto a qualsiasi mutante nei paraggi che possa aiutare Forge.

### Manifest Destiny
Dopo essersi stabilite a San Francisco con il resto degli X-Men, le Naiadi, ora diversamente abbigliate e con una acconciatura diversa per ognuna, accettano l'invito di X-23 di cancellare la memoria di Elixir dopo i servigi che questi aveva reso alla nuova X-Force. Contando sulla maggiore fedeltà che le tre ragazze avevano nei confronti di Ciclope rispetto ad Emma Frost, Wolverine accetta che mantengano il segreto dell'esistenza di X-Force e lo tengano nascosto al resto degli X-Men.

### Secret Invasion
Durante l'invasione Skrull, le ragazze vengono inviate a presidiare uno dei tanti ospedali di San Francisco. Quando gli alieni impongono un blocco psionico contro la telepatia, incanalano il proprio potere in Emma Frost mentre tenta di forzare la rete Skrull. A causa di questa azione, la psiche della donna si scollega brevemente dal corpo causandone la morte, tuttavia, su ordine di Ciclope le Naiadi la mantengono in vita stimolandone il sistema nervoso autonomo fino a quando Emma non riesce ad avere la meglio sugli Skrull e a distruggere il blocco telepatico.

## Poteri e abilità
Le Naiadi di Stepford sono tutte nate con le stesse caratteristiche di Emma Frost, una dei telepati più potenti della Terra ed è per questo che sono telepati capaci di trasmettere e ricevere pensieri, controllare le menti altrui, creare illusioni e proiettare la propria mente sul piano astrale. Riescono inoltre come la loro "madre" a trasformare i propri corpi in diamante organico.
Le Naidi possono utilizzare la loro telepatia sia individualmente che combinandosi in un'unica potentissima mente, venendo a chiamarsi le Tre-in-Una (le Cinque-in-Una quando tutte le sorelle erano vive, le Mille-in-Una quando tutti i cloni erano vivi), creando un potere telepatico ancora maggiore, superiore alla semplice somma del potere delle telepati coinvolte. Quando sono collegate in un'unica mente, una delle gemelle (quella con il carattere più forte) prende generalmente il comando. Prima Sophie, poi Esme ed adesso Celeste hanno assunto il comando. Con Esme si venne a scoprire che la gemella dominante era in grado di utilizzare le abilità delle altre per potenziare le proprie, anche senza il loro consenso e senza che loro ne fossero consapevoli. Ovviamente al momento, le tre Naiadi rimaste, non sono tanto potenti quanto lo erano in cinque. Come Emma Frost (della quale sono dei cloni modificati), anche le Naiadi sono in grado di trasformare il proprio corpo in diamante organico, ma essendo state geneticamente potenziate, la loro forma adamantina è perfetta, senza alcun punto critico. In Il canto di guerra di Fenice le Naiadi possedevano l'abilità di volare, grazie al potere della entità Fenice che dimorava in esse. Però dopo aver catturato e trattenuto una porzione di questa entità nei loro cuori di diamante, l'abilità di volare sembra essere scomparsa. Il livello di potere delle Naiadi, in tutte le loro varie apparizioni, è sempre stato descritto come estremamente impressionante e potente.

### Personalità
- Celeste fu la terza Naiade ad innamorarsi. Il suo primo infatuamento fu Jake Ho, agente dello S.H.I.E.L.D. Scelta come ospite dalla Fenice, uccise le due sorelle risorte, Esme e Sophie, e poi distrusse le Mille-in-Una. Quando il frammento di Fenice rifiutò di lasciare il suo corpo, Celeste lo divise in tre parti che confinò nei cuori adamantini delle sorelle e nel proprio. A seguito di tale scelta, le tre non poterono più provare sentimenti.
- Esme fu la prima delle Naiadi ad innamorarsi. Ciò la portò ad allontanarsi dalle sorelle ed a seguire il suo amore, il mutaforma Shi'ar Kato. Dopo la fine della relazione, Esme ritornò nel gruppo e tentò di uccidere Emma Frost. Trovata colpevole da Alfiere e da Sage, utilizzò il proprio potere per confondere i due e riuscire a fuggire. In seguito fu rivelato che fu lei la responsabile della morte di Sophie. Dopo aver inalato il Kick, potenziando i propri poteri, prese il controllo delle sorelle, e costrinse Sophie ad inalarlo a sua volta, per fermare la rivolta. Nella mini-saga Pianeta X, Esme diviene la principale complice di Magneto/Xorn. Dopo che questi rifiutò i suoi sentimenti, la giovane si vendicò cercando di far avanzare l'alzheimer di cui era affetto. Ma trasformati gli orecchini di Esme in corpi contundenti, Xorn glieli conficcò nel cervello uccidendola. La ragazza morì fra le braccia di Emma, mentre questa le diceva di essere molto fiera di ciò che era diventata e la più simile a lei fra le Naiadi. Assieme a quello di Sophie, il corpo di Esme manovrato da nanocomponenti, risorse brevemente nella mini-serie Il canto di guerra di Fenice ma venne annientato per mano della entità Fenice.
- Irma "Mindee" fu la seconda Naiade ad allontanarsi dalle sorelle. Ebbe una relazione con Germane, ucciso a seguito degli eventi di Pianeta X, visse un complicato rapporto con Jay Guthrie ed aiutò Gambit a combattere la Nuova confraternita dei mutanti quando attaccarono la scuola.
- Phoebe dimostrò una forte e combattiva personalità durante la mini-serie Il canto di guerra di Fenice. Al contrario di Celeste che aveva paura della Fenice, lei era desiderosa di impadronirsene e controllarla. A dimostrazione di ciò, accettò il nuovo potere in tutta la sua distruttività.
- Sophie, la prima gemella dominante, non dimostrò la sua individualità fino agli eventi dell'Open-Day. Per fermare la rivolta inalò il Kick e telepaticamente indusse gli studenti a cessare gli scontri. Questa azione le costò la vita. In seguito si venne a scoprire che fu Esme a costringere la sorella a tale sforzo. La sua morte portò alla frattura fra le Naiadi e la loro mentore Emma Frost. Sophie, risorse la prima volta quando Quire avvertita la presenza della Fenice la condusse dall'entità per riportarla in vita; la seconda, ad opera della Fenice che in seguito la uccise nuovamente.

## Altre versioni

### Exiles
In questa realtà, Sophie, Esme e Mindee, fanno parte dei pochi mutanti superstiti dopo che l'Annihilation Wave di Annihilus giunse sulla Terra e la distrusse parzialmente. Sempre in questa, Sophie ha una relazione con Quentin Quire.

### Spettri dal futuro
In questa realtà ambientata 150 anni nel futuro, Celeste, Mindee e Phoebe sono discepole di Cassandra Nova, membri degli X-Men e operatrici di Cerebra, essendosi fuse con la macchina. Inoltre, i loro poteri psichici si sono amplificati permettendo loro di leggere il futuro. A dispetto del trascorrere del tempo, il loro aspetto sembra essersi fermato all'età di venti anni. Per spiegare ciò, bisognerebbe supporre un fattore di guarigione che curi l'invecchiamento delle cellule.

### House of M
Nella realtà alterata di House of M, il quintetto fa parte dei Nuovi Mutanti, programma delle Nazioni Unite per la creazione di un gruppo diplomatico. Fra le cinque, Sophie è quella con la personalità più forte, è quindi lei la dominante. Lasciate le sorelle a New York, si unisce al gruppo di Prodigy e Surge, in missione in Giappone alla ricerca di Seiji Ashida. Sophie fu più tardi uccisa in missione.

### X-Men: The End
Nel futuro alternativo di X-Men: The End, Celeste, Mindee e Phoebe hanno diversificato l'una dall'altra il loro aspetto. La loro funzione è quella di ricerca dati assieme alla Cerebra Vivente Martha Johansson. Interessante è come il loro nuovo aspetto somigli molto a quello delle sorelle Frost visto in New X-Men n. 139:
- Phoebe ha lunghi capelli castani come Adrienne Frost
- Mindee ha lunghi capelli biondi come Emma Frost
- Celeste ha corti capelli neri come Cordelia Frost

## Altri media

### Cinema
Tre ragazze bionde identiche appaiono in una scena del film X-Men - Conflitto finale. Lo scrittore Zak Penn ha confermato che si tratta delle Naiadi di Stepford.

### Televisione
In The Gifted le Naiadi, interpretate da Skyler Samuels, vengono presentate come le sorelle Emma Frost Esme, Sophie e Phoebe.

#### Animazione
Le Naiadi compaiono in Wolverine e gli X-Men come affiliate del Club infernale. Unite sono in grado di contrastare la telepatia di Emma Frost (ma non di sconfiggerla) e di possedere la Forza Fenice.

### Videogiochi
- Le Naiadi compaiono in X-Men Legends II: L'Era di Apocalisse come alleate di Apocalisse, che ha promesso loro di ottenere vendetta su Emma in cambio del loro aiuto.
- Le Naidi compaiono in Marvel Puzzle Quest.